# Arrivederci amore, ciao (libro)
Arrivederci amore, ciao è un romanzo scritto da Massimo Carlotto, edito nel 2001 dalle Edizioni e/o. È il primo romanzo dove compare il personaggio di Giorgio Pellegrini.
Il titolo è una citazione del celebre brano Insieme a te non ci sto più cantato da Caterina Caselli.
Nel 2006 il regista Michele Soavi ne ha tratto il film omonimo, con Alessio Boni nel ruolo del protagonista. Precedentemente, il romanzo era stato trasposto anche in un fumetto.

## Trama
Il giovane Giorgio Pellegrini è un esponente della lotta armata finito nei guai per un attentato riuscito male in cui perde la vita un metronotte. Costretto a scappare in America Centrale per sfuggire alla giustizia, decide di arruolarsi nella guerriglia rivoluzionaria, e lì che commetterà il suo primo omicidio; l’esecuzione a sangue freddo dell’amico fuggito con lui dall’Italia. Stanco della guerriglia e di ideali politici a cui non crede più, Giorgio vuole tornare in Italia a tutti i costi e per farlo non si fa scrupoli nel diventare collaboratore di giustizia e fare i nomi di tutti i suoi ex compagni. Dopo aver scontato un breve periodo in carcere, cerca di re-inserirsi nella società. La riabilitazione diventa la sua ossessione, così come la bella vita. Per ottenerla, sarà costretto a scontrarsi con i personaggi più diversi del mondo del crimine muovendosi in una società in cui, dietro una maschera fatta di perbenismo e finta onestà, la realtà è fatta di perversione e loschi traffici: un boss della Sacra Corona Unita, malavitosi albanesi e infine un poliziotto corrotto. Tutti i suoi nemici però conosceranno la sconfitta per mano di quello che lui è diventato, un assassino sadico e senza scrupoli. La svolta decisiva per Giorgio avviene con l’incontro di Sante Brianese, un avvocato cinico e scaltro, pronto a trasformare un ex terrorista nell’elegante proprietario di La Nena, il ristorante più raffinato della città. Per completare il quadro del cittadino modello manca solo una cosa, il matrimonio con una donna irreprensibile, Roberta. Qualcosa però va storto e un'ombra oscura dal passato torna a bussare alla porta di Giorgio. Il tragico epilogo si chiude sulle note di una canzone: Arrivederci amore, ciao…

## Aspetti critici
Questo romanzo, di impronta vagamente hard boiled, è uno dei più cruenti che siano mai stati scritti dall'autore padovano.
Le vicende che vedono protagonista Giorgio Pellegrini, ex terrorista diventato uno spietato criminale, sono narrate al ritmo serrato che caratterizza i precedenti libri di Carlotto. Inoltre, la scelta di narrare gli eventi in prima persona rende efficace l’effetto di immedesimare il lettore nelle vicende attraverso la freddezza ed il cinismo dei vari personaggi.
L’ambientazione parte dal Centroamerica per passare da Parigi fino ad arrivare in Italia nel cuore di quel produttivo Nordest, impregnato di una corruzione dilagante e di bande malavitose italiane e straniere, dove, nel tentativo di salvaguardare il pebenismo di facciata, pullulano il traffico di droga, il gioco d’azzardo, la violenza e la prostituzione.
Il romanzo contiene, altresì, una critica agli ideali della lotta armata degli anni 70′.

## Edizioni
- Arrivederci amore, ciao, Roma, Edizioni e/o, 2001, ISBN 978-88-7641-987-4.